# سد كيتو
سد كيتو (اليابانية: 穴藤ダム) هو سد يقع في تسونان، محافظة نيغاتا، اليابان، بالقرب من قرية كيتو. تم الانتهاء منه في عام 1972.